# Spire of Dublin

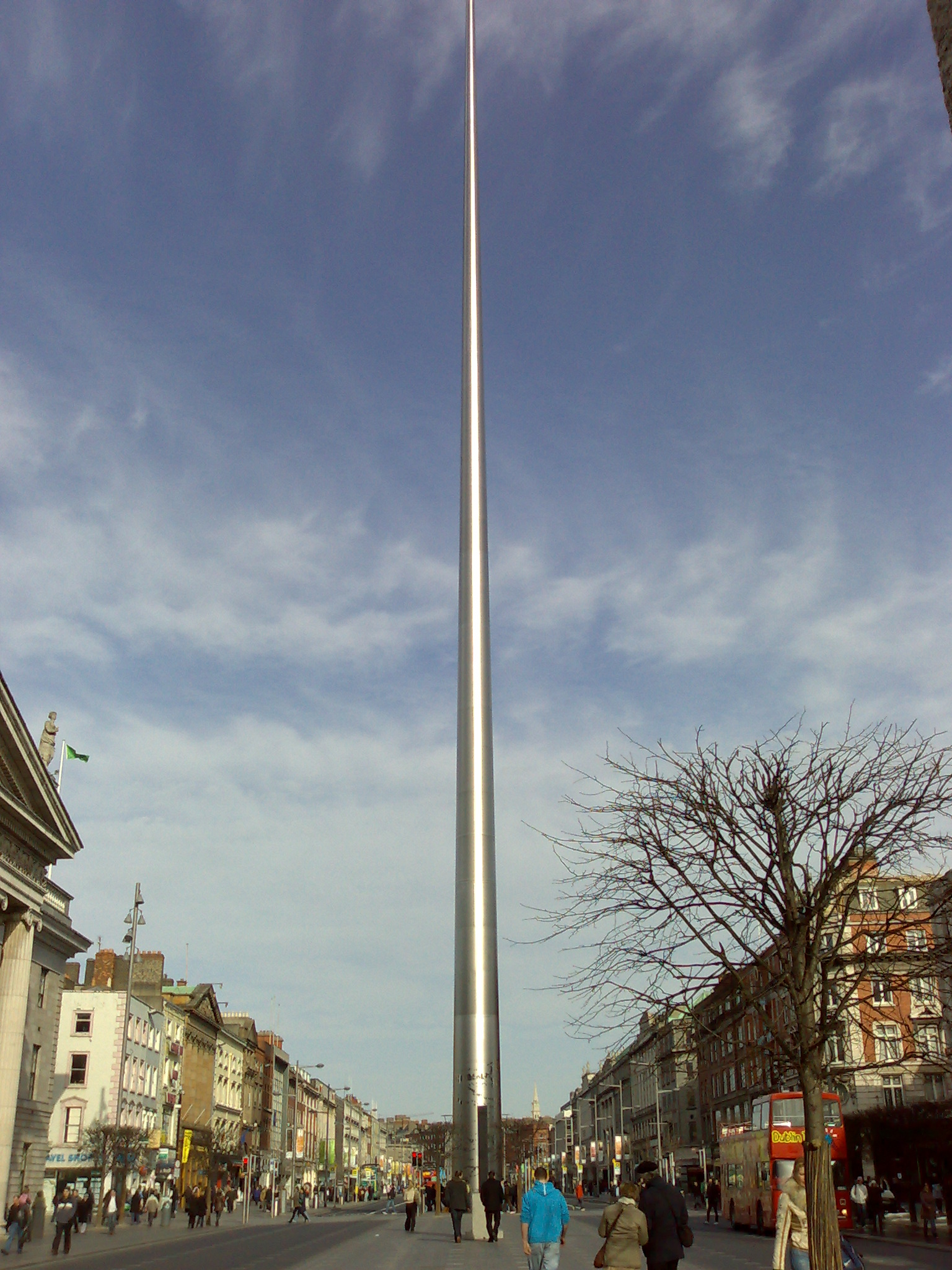
A cúspide de Dublin.

Spire of Dublin (significando cúspide de Dublim), é um monumento alto, em forma de agulha, com 120 metros de altura, situado na rua O'Connell Street, em Dublin, na Irlanda. Tem como nome oficial Monumento da Luz (em língua irlandesa: An Túr Solais). Encontra-se no mesmo local onde outrora existiu um monumento dedicado a Lord Nelson, conhecido como Nelson's Pillar, ou O Pilar de Nelson.

## Detalhes
Concebido pela empresa Ian Ritchie Architects, é constituído por um cone alongado de diâmetro na base de 3 m, que se vai estreitando até aos 15 cm de diâmetro do ponto mais alto. É considerado como a maior escultura do mundo, tendo a sua construção sido adiada por dificuldades na obtenção da licença e do cumprimento da legislação ambiental. Foi construído a partir de oito tubos ocos de aço inoxidável. O aço foi deformado de forma a refletir a luz de forma subtil. O metal muda de cor devido às suas propriedades refletoras. Durante o dia, mantém o seu aspeto de aço, mas quando se aproxima ao anoitecer e o céu começa a mostrar tonalidades vermelhas e rosas, o monumento parece fundir-se com ele. À noite, a base do monumento possui uma luz ténue, encontrando-se topo também iluminado.

## Razão para a reconstrução

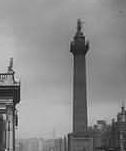
O pilar de Nelson ocupava o local do monumento até 1966, ano em foi destruído por uma bomba.

O monumento foi concebido como parte integrante de um projeto de revitalização da rua O'Connell Street, no coração de Dublin, em 1999. A rua e a área circundante eram vistas como zonas em declínio desde os anos 70. Alguns apontavam como causas para este declínio o aparecimento de restaurantes de comida rápida e lojas de produtos baratos com uma imagem pouco cuidada do ponto de vista arquitetônico e estético, assim como a existência de locais devolutos e a decisão do IRA de bombardear o pilar de Nelson em 1966.
Na década de 1990, foi lançado um plano de requalificação urbana. A arborização da rua foi revista, uma vez que algumas árvores tinham crescido demasiado. As estátuas foram limpas, tendo algumas sido mesmo transferidas para outros locais. Os donos das lojas foram obrigados a substituir os anúncios das suas lojas por outros mais atraentes.
O trânsito automóvel foi condicionado, de forma a ser possível dedicar uma maior parte do espaço aos pedestres. O ponto central desta regeneração seria o monumento substituto do pilar de Nelson, a cúspide de Dublin, escolhida em concurso internacional.